# IC 369
IC 369 је елиптична галаксија у сазвјежђу Еридан која се налази на листи објеката дубоког неба у Индекс каталогу.
Деклинација објекта је - 11° 47' 22" а ректасцензија 4h 23m 28,2s. Привидна величина (магнитуда) објекта IC 369 износи 14,4 а фотографска магнитуда 15,4. IC 369 је још познат и под ознакама MCG -2-12-10, NPM1G -11.0158, PGC 15020.